# Brian Nissen

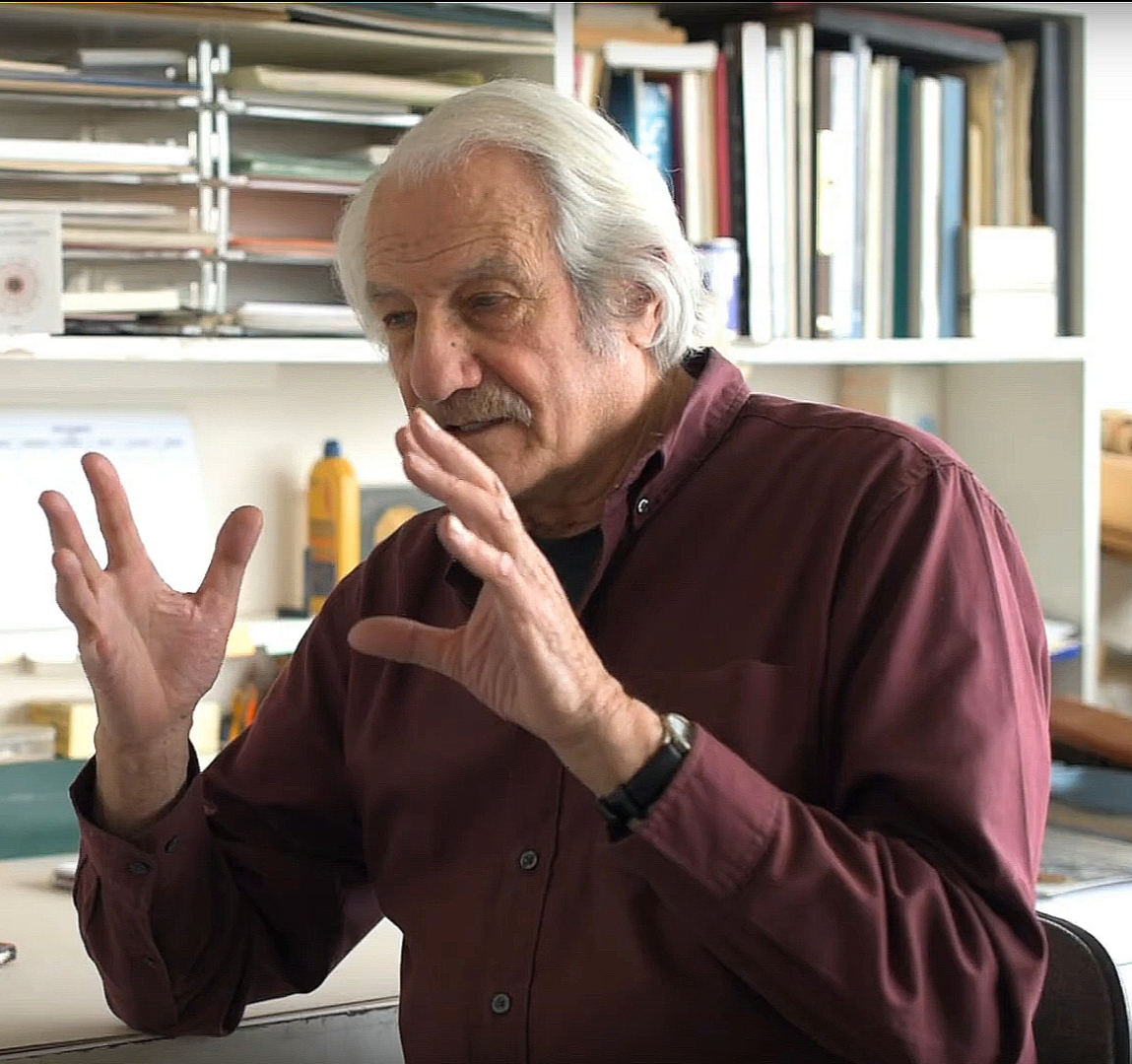
Nissen en su estudio en Ciudad de México

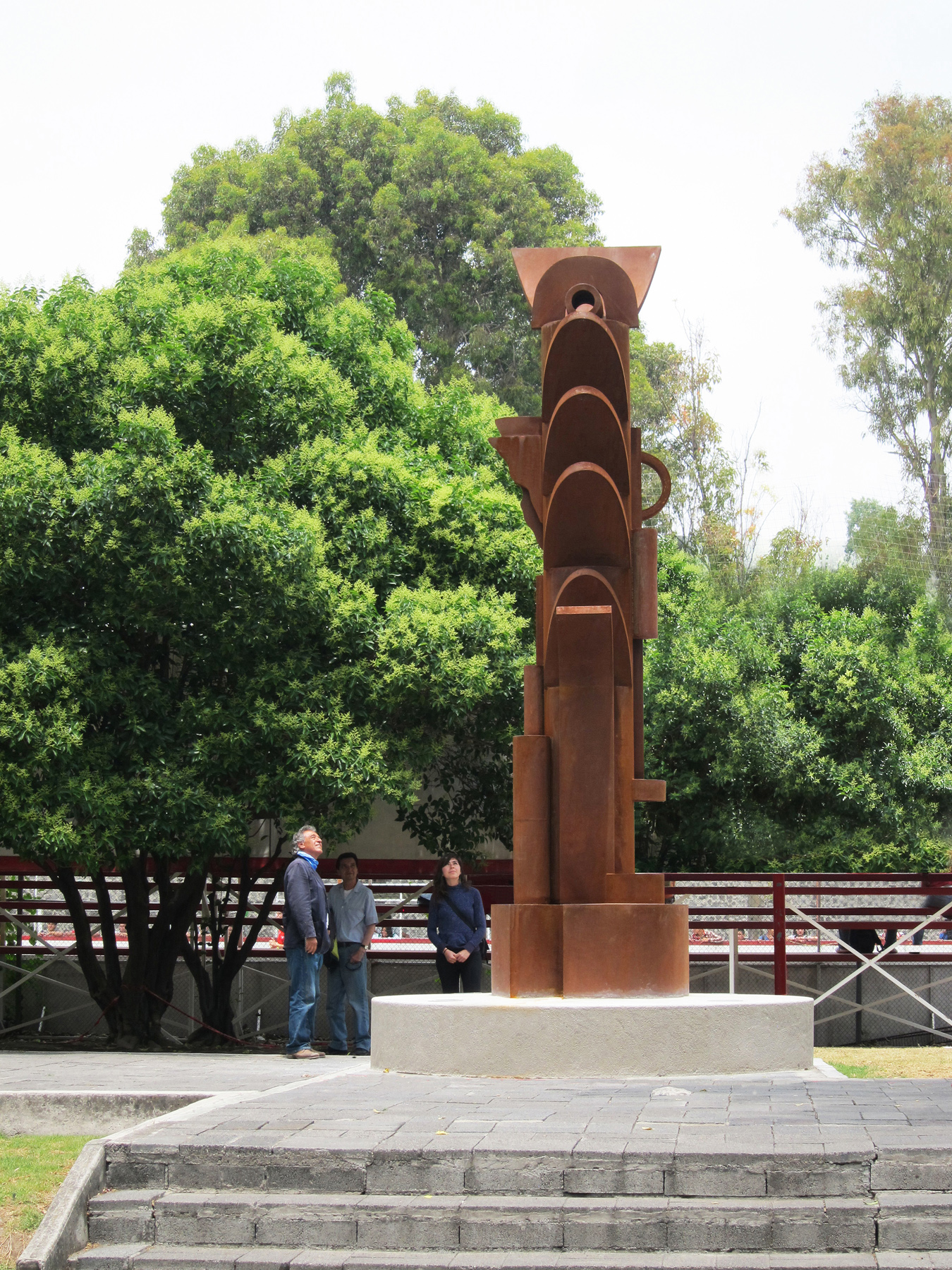
Katun 2014, Corten Steel. Universidad Autónoma Metropolitana Ciudad de México

Brian Nissen (Londres, 1939) es un pintor y escultor. Estudió en la Escuela de Artes Gráficas de Londres y en la Escuela de Bellas Artes de París. En 1963 viajó a México donde vivió los 17 años siguientes. Se interesó en las culturas prehispánicas, las cuales tuvieron un gran impacto en su concepto sobre el arte.
Hacia fines de la década de 1970 realizó exposiciones en el Museo de Arte Moderno de México, el Museo de Arte Moderno de Buenos Aires y la Galería Whitechapel de Londres. En 1979 se trasladó a Nueva York donde ha vivido regularmente desde entonces, manteniendo una casa y un estudio en México y trabajando ocasionalmente en Barcelona. 
Fue galardonado con la Beca Guggenheim en 1980, y en 1983 exhibió su serie Mariposa de Obsidiana en el Museo Tamayo de México basada en un poema en prosa de Octavio Paz. En 1992, fue invitado por el Departamento de Cultura de Cataluña a participar en la celebración del 500 aniversario del encuentro con América con su exposición Atlantis. En 1993, su serie Cacaxtla se exhibió en el Cooper Union de Nueva York. 
Expuso su serie de obras Chinampas en el Museo el Barrio de Nueva York en 1998. En 2001 expuso la serie Limulus en la City University of New York. En 2006 inauguró su exposición Cuatro cuartetos en el Museo Tamayo de México  de sus obras de los últimos 20 años, luego en 2012 una exposición retrospectiva en el Palacio de Bellas Artes de México reunió obras de sus primeros 20 años 
Entre sus esculturas públicas se encuentran el mural escultórico El Mar Rojo de 45 metros de largo para el Centro Magen David. Katún para  Universidad Autónoma Metropolitana, Azcapotzalco, Ciudad de México, Manantial, la escultura/fuente en el Paseo de la Reforma, Ciudad de México y Cascada, para la Alameda, Chihuahua. 
Un documental Brian Nissen: Evidencia de un acto poético (2009) fue nominado a mejor documental para el premio Ariel en México.
- Brian Nissen's website: https://www.briannissen.com Archivado el 23 de marzo de 2021 en Wayback Machine.

LIBROS
- Códice Madero, Editorial Era 1974.
- Códice Itzpapálotl, Poligrafa, Spain 1980.
- Limulus, Artes de México 2004.
- Cuarto Quartetos, Tamayo Museum, México 2006
- Expuesto, Pértiga (essays) México 2008.
- Brian Nissen, Monograph RM Ediciones Barcelona 2012.
- Farándula, RM Ediciones Barcelona 2014.
- Caleidoscopio,(essays) Lumen/Random House, México 2017

VIDEOS
- Danza de la Mariposa de Obsidiana https://youtu.be/wgKPy9SrbKE
- Farándula  https://youtu.be/t7J0lMWnoIo
- Evidence of a  Poetic Act. http://www.youtube.com/watch?v=bCyoqebm_DU
- Lenguaje y Escala FEMSA  https://www.youtube.com/watch?v=MVMLdxSbHXg
- Cristina Pacheco 2018  Caleidoscopio   https://www.youtube.com/watch?v=D9sLyTqft14
- Cristina Pacheco 2012 https://www.youtube.com/watch?v=D9sLyTqft14&t=369s
- Dailogos cruzados   https://www.youtube.com/watch?v=loi_-ljWooQ&t=2087s
- Ricardo Rafael   https://www.youtube.com/watch?v=Gen28PdtZF0

## Publicaciones
- Princeton Codices  https://www.princeton.edu/~graphicarts/2012/04/brian_nissen_codices.html
- Letras Libres. Juan Villoro https://www.letraslibres.com/mexico/sortilegios-del-agua
- Letras Libres Farándula  https://www.letraslibres.com/mexico/la-farandula-brian-nissen
- Jornada Expo Bellas Artes https://www.jornada.com.mx/2012/10/03/cultura/a04n1cul
- Presesentacion del libro Farándula.Textos: Elena Poniatowska, Juan Villoro, Margo Glantz, Guillermo Sheridan, Alberto Ruy Sánchez, Álvaro Enrigue, Jorge F. Hernández, Alma Guillermoprieto, Valeria Luiselli y Michael Wood. https://www.sobre-t.com/brian-nissen-unveils-120-pictures-in-the-book-farandula/
- Guadalupe Alonso Entrervista Milenio https://www.milenio.com/cultura/brian-nissen-un-artista-debe-cultivar-la-ambiguedad
- La otra vida de Brian, Jorge Hernandez. Milenio https://www.milenio.com/opinion/jorge-hernandez/agua-de-azar/la-otra-vida-de-brian
- Zona Paz https://zonaoctaviopaz.com/detalle_conversacion/99/nissen-evoca-un-octavio/?id_tipo_espacio=3&palabra=&id_autor=0&lugar=&anio=0&id_lustro=0&tipologia=&tema=&id_coleccion=0&page=2
- El País Nov 18   presentación de Caleidoscopio en Madrid 2018 https://elpais.com/cultura/2018/11/02/actualidad/1541174184_841672.html

- Caleidoscopio:NewYork.  https://www.mural.com.mx/aplicacioneslibre/articulo/default.aspx?id=1377884&md5=7df87797805626abb8e5560960b8cc1b&ta=0dfdbac11765226904c16cb9ad1b2efe
- Katun  2014, Acero Corten. Universidad Autónoma Metropolitana, Ciudad de México.

- Datos: Q23683567
- Multimedia: Brian Nissen / Q23683567